# سیکلید نواری
سیچلاید نواری یا سیچلاید سوروم با نام علمی Heros severus (که قبلا به عنوان Cichlasoma severum شناخته می شد)، گونه ای از سیچلایدهای آب شیرین گرمسیری است که بومی حوضه های رود اورینوکو و ریو نگرو بالایی در آمریکای جنوبی است.  از لحاظ تاریخی با چندین گونه دیگر در این جنس اشتباه گرفته شده است که مورد آخری سیچلاید شکم قرمز است.  
این گونه به ندرت در تجارت آکواریوم یافت می شود. گونه‌های موجود در آکواریوم‌ها بیشتر از گونه های سیچلاید خط نارنجی هستند.